# 是枝綾子
是枝 綾子（これえだ あやこ、1963年10月 - ）は、日本の政治家、大阪府泉北郡忠岡町長（1期）。

## 経歴
日本福祉大学卒業。病院事務職員を経て、1991年から2024年10月まで忠岡町議会議員（8期）を務め、副議長、議会運営委員会委員長などを歴任した。2003年から日本共産党阪南地区委員となり、のち党町議団長を併任した。
2024年10月、無所属・日本共産党推薦で忠岡町長選挙に立候補したが、現職の杉原健士（大阪維新の会公認）に敗れ落選。
2025年4月20日に杉原が官製談合防止法違反などの疑いで大阪府警に書類送検されたことを受け辞職。杉原の辞職に伴い同年5月18日に実施された忠岡町長選挙に無所属・日本共産党推薦で立候補し、初当選した。大阪府内で日本共産党籍を有する首長が当選したのは2006年の長尾淳三東大阪市長以来となった。